# Julia Sáez-Angulo
Julia Sáez-Angulo (Uruñuela, La Rioja; 1946) es una escritora, periodista y crítica de arte española.

## Trayectoria
Licenciada en Periodismo y Derecho por la Universidad Complutense de Madrid y diplomada en Lengua y Civilización Francesa por la Sorbona y en Lengua Inglesa por el West London College. Ha trabajado como periodista en el ámbito de la cultura para varios periódicos como ABC, Diario 16 y El Mundo, en los servicios especiales de la agencia EFE, en diversas revistas culturales como Antiqvaria, Nuevo Estilo o Formas Plásticas y, entre 1980 y 2010, en el gabinete de prensa de la Dirección General de Bellas Artes del Ministerio de Cultura. Vicepresidenta de la Asociación Madrileña de Críticos de Arte (AMCA), forma parte de la Asociación Internacional de Críticos de Arte (AICA).

## Obra

### Novela
- Vuelta a Orbiña (1994)
- Días de internado (1997)
- El vendedor de plumas (2000)
- La mujer del norte (2006)
- El nieto del indiano (2007)
- Los Monterroxo (2008)
- Memorias de un señor Bien (2009)
- La lectora de la Condesa (2010)
- El paso al otro lado (2017)

### Relato
- Es tan fácil matar (1991)
- De mi amor al arte (1994)
- Amigas de Judit (1995)
- Soñadores y vencidos (1998)
- Ángeles y demonios (2003)

### Biografía
- Jesús Villar (1993)
- La Marquesa de Santa cruz de Ynguanzo (2000)
- Dolores Marijuán. Maestra e inspectora nacional (2001)
- Manuel Moral, Pintor Naïf (2002)

### Poesía
- Al paso de los días. Poemas (2015)
- Ráfagas (2009)
- Criaturas del tiempo y la memoria (2005)
- Antología de Mujeres Riojanas Poetas (2004)

## Reconocimientos
- Miembro de la Academia de la Hispanidad
- Premio Marejadas (2009)
- Premio de Relatos. Asociación Ministerio de Cultura (1993)
- Diploma de Excelencia, Grupo pro Arte y Cultura (2015)
- Premio Adobe de Oro, Gotarrendura (2011)
- Llave del Hogar de Ávila (2012)
- Diploma de Honor, Tertulia Ilustrada (2010)[5]
- Dama de Isabel la Católica[5]